# La Mesa, Villa Victoria
La Mesa är en ort i Mexiko.   Den ligger i kommunen Villa Victoria och delstaten Mexiko, i den sydöstra delen av landet, 90 km väster om huvudstaden Mexico City. La Mesa ligger 2 883 meter över havet och antalet invånare är 450.
Terrängen runt La Mesa är platt åt sydväst, men åt nordost är den kuperad. La Mesa ligger uppe på en höjd. Runt La Mesa är det ganska tätbefolkat, med 166 invånare per kvadratkilometer. Närmaste större samhälle är San Antonio de las Huertas, 7,0 km nordost om La Mesa. Trakten runt La Mesa består till största delen av jordbruksmark.